# Martine Reynaers
Martine barones Reynaers (Duffel, 10 september 1956) is een Belgisch ondernemer en bestuurder. Ze was van 1986 tot 2021 CEO en is sinds 2021 voorzitter van de raad van bestuur van de Reynaers Group, een bedrijvengroep actief in aluminium- staalsystemen voor de bouwindustrie.

## Levensloop
Martine Reynaers is een dochter van Jan Reynaers, oprichter van Dalco, producent van aluminium ramen en deuren, en Reynaers Aluminium, systeemontwerper en groothandel van aluminium profielen. Ze liep school aan het Koninklijk Lyceum in Mechelen, studeerde rechten aan de Katholieke Universiteit Leuven (1979) en behaalde een MBA aan het INSEAD in Fontainebleau, Frankrijk (1980). Tijdens haar studies in Leuven was ze facultair afgevaardigde namens het VRG en betrokken bij Wetswinkel. In 1980 ging ze als financieel analist aan de slag bij Revlon-dochteronderneming Technicon in Parijs, Frankrijk en in 1982 maakte ze de overstap naar Wexal International in Enniscorthy, Ierland, waar ze financieel manager werd.
In 1983 keerde ze terug naar België en werd ze financieel manager van het familiebedrijf Reynaers Group, een bedrijvengroep actief in aluminium- staalsystemen voor de bouwindustrie. In 1986 werd ze er CEO, een functie die ze tot mei 2021 bekleedde. Vervolgens werd ze in opvolging van Eric Van Zele voorzitter van de raad van bestuur van het familiebedrijf.
Reynaers is of was:
- bestuurder van werkgeversorganisatie Agoria, de Antwerp Management School (2011-2012), het Antwerp World Diamond Centre (sinds 2019), afvalverwerker Campine, technologiebedrijf Crescent (2021-2022),[3][4] vzw De Tijd, FBN Belgium (2013–), Flanders Investment and Trade (2005-2010),[5] Gimv (1999-2015),[6] het Havenbedrijf Antwerpen (2016-2022)[7], de KU Leuven, de Participatiemaatschappij Vlaanderen, Vares en de UZA Foundation (sinds 2016)
- ondervoorzitter en lid van de algemene raad en de raad van bestuur van werkgeversorganisatie Voka
- directielid van het Verbond van Belgische Ondernemingen (VBO)
- voorzitter van Business & Society Belgium
- lid van de Steunraad van de Antwerpse afdeling van de Koning Boudewijnstichting
- voorzitter van de Insead Alumni Association of Belgium

## Eerbetoon
- 2004 - Manager van het Jaar 2003[8]
- 2007 - VRG-Alumniprijs[9][10]